# Никола (Ла Специја)
Никола је насеље у Италији у округу Ла Специја, региону Лигурија.
Према процени из 2011. у насељу је живело 138 становника. Насеље се налази на надморској висини од 155 м.